# 星柱树参
星柱树参（学名：Schefflera stellatus）是五加科鹅掌柴属的植物。分布于中国大陆的广西等地，属中国原产的植物（非从国外引种）。其种加词“stellatus”意为“星斑的”。

## 别名
星花木五加（广西植物名录）